# Dipoena cathedralis
Dipoena cathedralis är en spindelart som beskrevs av Claude Lévi 1953. Dipoena cathedralis ingår i släktet Dipoena och familjen klotspindlar. Inga underarter finns listade i Catalogue of Life.